# Pilot 771 SE
Pilot 771 SE är en svensk lotsbåt som byggdes 1984 som Tjb 771 av AB Holms Skeppsvarv, Råå, Helsingborg för Sjöfartsverket i Norrköping. Tjb 771 stationerades vid Åhus lotsplats. År 2005 döptes båten om till Pilot 771 SE. År 2024 köptes båten av Kössö Bygg ifrån Göteborg som senare döpte om båten till Leo